# Pseudochromis alticaudex
Pseudochromis alticaudex, thường được gọi là đạm bì đốm ngực, là một loài cá biển thuộc chi Pseudochromis trong họ Cá đạm bì. Loài này được mô tả lần đầu tiên vào năm 2004. Trong tiếng Latinh, altus có nghĩa là "cao, lớn" và caudex có nghĩa là "cuống", ám chỉ số lượng vảy ở cuống đuôi của loài này nhiều hơn vượt trội so với các loài họ hàng của nó.

## Phân bố và môi trường sống
P. alticaudex có phạm vi phân bố tương đối rộng rãi ở vùng biển Tây Thái Bình Dương. Loài này được tìm thấy tại các đảo phía đông Indonesia, Papua New Guinea và Quần đảo Solomon. P. alticaudex sinh sống xung quanh các rạn san hô gần các cảng tàu hoặc ven các khu vực rừng ngập mặn ở độ sâu khá nông, được ghi nhận trong khoảng 2 – 8 m.

## Mô tả
P. alticaudex trưởng thành đạt kích thước khoảng 4,6 cm. Không rõ màu sắc khi còn sống của nó. Mẫu vật ngâm rượu cho thấy rõ các đốm nhạt màu trên các vảy dọc theo sườn phía sau gốc vây ngực, và các đốm sẫm màu hơn trên các vảy ở vùng ngực.
Số ngạnh ở vây lưng: 3; Số vây tia mềm ở vây lưng: 24 - 25 (thường là 24); Số ngạnh ở vây hậu môn: 3; Số vây tia mềm ở vây hậu môn: 12 - 13 (thường là 13); Số vảy ở đường bên trước: 18 - 25; Số vảy ở cuống đuôi: 16 - 20 (thường là 20).
Vây tia của vây lưng và vây hậu môn có phân đốt. Gai của vây hậu môn tương đối cứng; gai thứ 2 chắc hơn gai thứ 3.
Thức ăn của P. alticaudex có lẽ là rong tảo và các sinh vật phù du nhỏ.